# Nigist Getachew
Nigist Getachew (* 28. Februar 2002) ist eine äthiopische Leichtathletin, die sich auf den Mittelstreckenlauf spezialisiert hat. 2025 wurde sie in Nanjing Vizehallenweltmeisterin über 800 Meter.

## Sportliche Laufbahn
Erste internationale Erfahrungen sammelte Nigist Getachew im Jahr 2018, als sie bei den Afrikanischen Jugendspielen in Algier mit 12,90 s im Halbfinale im 100-Meter-Lauf ausschied und über 200 Meter mit 25,98 s nicht über den Vorlauf hinaus kam. Im Jahr darauf schied sie bei den Juniorenafrikameisterschaften in Abidjan mit 56,87 s in der Vorrunde im 400-Meter-Lauf aus und anschließend belegte sie mit der äthiopischen 4-mal-400-Meter-Staffel bei den Afrikaspielen in Rabat in 3:41,45 min den sechsten Platz. 2021 belegte sie bei den U20-Weltmeisterschaften in Nairobi mit der Staffel in 3:43,37 min den siebten Platz und wurde mit der Mixed-Staffel im Vorlauf disqualifiziert. 2024 siegte sie in 4:05,93 min im 1500-Meter-Lauf beim Meeting Iberoamericano sowie in 4:06,16 min beim Meeting International de Montreuil. Im Jahr darauf startete sie über 800 Meter bei den Hallenweltmeisterschaften in Nanjing und gewann dort in 1:59,63 min die Silbermedaille hinter der Südafrikanerin Prudence Sekgodiso.

## Persönliche Bestzeiten
- 400 Meter: 54,8 s, 7. April 2021 in Addis Abeba
- 800 Meter: 1:57,47 min, 8. September 2024 in Zagreb
  - 800 Meter (Halle): 1:59,63 min, 23. März 2025 in Nanjing
- 1500 Meter: 3:58,98 min, 7. Juli 2024 in Paris